# Avicennia eucalyptifolia
Avicennia eucalyptifolia är en akantusväxtart som först beskrevs av Theodoric Valeton, och fick sitt nu gällande namn av Alexander Zippelius och Harold Norman Moldenke. Avicennia eucalyptifolia ingår i släktet Avicennia och familjen akantusväxter. Inga underarter finns listade i Catalogue of Life.